# گوش زگیل‌دار دریا
گوش زگیل‌دار دریا (نام علمی: Haliotis tuberculata) نام یک گونه از سرده گوش دریا است.